# Саблон
Саблон (фр. Sablons) — коммуна во Франции, находится в регионе Рона — Альпы. Департамент коммуны — Изер. Входит в состав кантона Руссийон. Округ коммуны — Вьенн.
Код INSEE коммуны — 38349. Население коммуны на 1999 год составляло 1 539 человек. Населённый пункт находится на высоте от 135  до 154  метров над уровнем моря. Муниципалитет расположен на расстоянии около 440 км юго-восточнее Парижа, 50 км южнее Лиона, 80 км западнее Гренобля. Мэр коммуны — Mme. Roberte Dibin, мандат действует на протяжении 2007—2014 гг.
Динамика населения (INSEE):